# Phyteuma betonicifolium
ll raponzolo montano (nome scientifico Phyteuma betonicifolium Vill., 1787) è una pianta erbacea perenne appartenente alla famiglia delle Campanulaceae.

## Etimologia
Il nome generico (Phyteuma), utilizzato per la prima volta da Dioscoride (Anazarbe, 40 circa – 90 circa) medico, botanico e farmacista greco antico che esercitò a Roma ai tempi dell'imperatore Nerone, deriva dalla parola greca "phyto" (= pianta) e significa: "ciò che è piantato", mentre L'epiteto specifico (betonicifolium) significa "con foglie di betonica" (Betonica o Stachys è un genere di piante della famiglia delle Lamiaceae).
Il nome scientifico di questa pianta è stato definito per la prima volta dal botanico francese Dominique Villars  (1745-1814) nella pubblicazione "Histoire des Plantes de Dauphiné: contenant une Préface Storico, ONU Dictionnaire des Termes de Botanique, les Classi, les Familles, les Generi, e les Herborisations des Dintorni de Grenoble, de la Grande Chartreuse, de Briançon, de Gap & de Montelimar. Parigi - 2: 518, t. 12. 1787" del 1787.

## Descrizione

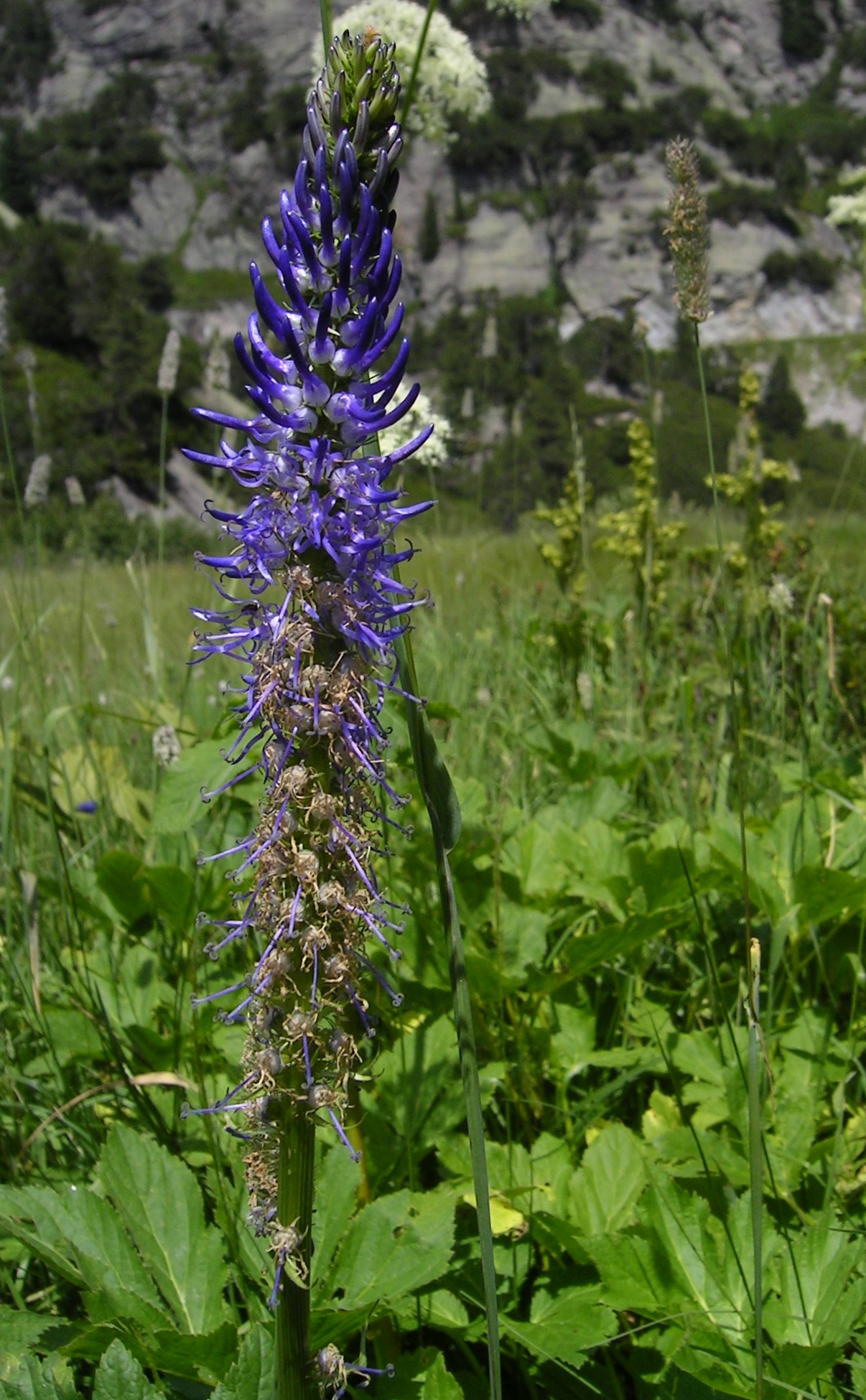
Il portamento

Queste piante arrivano al massimo ad una altezza di 25 – 70 cm. La forma biologica è emicriptofita scaposa (H scap), ossia in generale sono piante erbacee, a ciclo biologico perenne, con gemme svernanti al livello del suolo e protette dalla lettiera o dalla neve e sono dotate di un asse fiorale eretto e spesso privo di foglie. Gli scapi sono semplici e indivisi. Queste piante contengono lattice.

### Radici
Le radici sono secondarie da rizoma.

### Fusto
- Parte ipogea: la parte sotterranea è un rizoma.
- Parte epigea: la parte aerea del fusto è eretta con superficie striata e spesso ingrossata. Diametro del fusto: 1,5 – 3 mm.

### Foglie
Le foglie sono sia basali che cauline. Quelle basali sono picciolate. La forma della lamina è strettamente lanceolata con apice acuto; i bordi sono dentellati o crenulati; la base è tronca (o raramente è cuoriforme). Le foglie inserite direttamente sotto l'infiorescenza sono di aspetto bratteale. La superficie delle foglie è pubescente. Lunghezza del picciolo: 7 – 12 mm.  Dimensione della lamina: larghezza 1 – 2 cm; lunghezza 6 – 12 cm.

### Infiorescenza
Le infiorescenze formata da diversi fiori sessili ha la forma di una spiga inizialmente ovoide, poi cilindrica allungata. Dimensione dell'infiorescenza: larghezza 1 cm; lunghezza 4 – 10 cm.

### Fiore
I fiori tetra-ciclici, ossia sono presenti 4 verticilli: calice – corolla – androceo – gineceo (in questo caso il perianzio è ben distinto tra calice e corolla) e pentameri (ogni verticillo ha 5 elementi). I fiori sono gamopetali, ermafroditi e attinomorfi. Lunghezza del fiore: 20 – 100 mm.
- Formula fiorale: per questa pianta viene indicata la seguente formula fiorale:

K (5), C (5), A (5), G (2-5), infero, capsula
- Calice: il calice è un tubo campanulato, saldato all'ovario, lungo 2 mm; i denti (da 4 a 5) hanno una forma lineare e sono lunghi 2 - 2,5 mm.
- Corolla: la corolla con 4 o 5 lobi è lunga 10 mm ed è colorata di azzurro-violetto. La corolla prima dell'antesi è diritta (poi s'incurva verso l'alto).
- Androceo: gli stami sono 5 con antere libere (ossia saldate solamente alla base) e filamenti sottili ma membranosi (pelosi) alla base. La deiscenza delle antere è longitudinale. Il polline è 4-porato e spinuloso (esina irta di punti).
- Gineceo: lo stilo è unico con 2/3 stigmi.  L'ovario è infero, 2-3-loculare con placentazione assile (centrale), formato da 3 carpelli (ovario sincarpico). Lo stilo, sporgente dalla corolla, possiede dei peli per raccogliere il polline. Le superfici stigmatiche sono posizionate sulla faccia superiore degli stigmi.
- Fioritura: da giugno ad agosto (settembre).

### Frutti
I frutti sono delle capsule poricide 3-loculari; la deiscenza avviene tramite 2 - 3 pori situati nella parte laterale. I semi sono molto numerosi, minuti e lisci.

## Riproduzione
- Impollinazione: l'impollinazione avviene tramite insetti (impollinazione entomogama con api e farfalle anche notturne). In queste piante è presente un particolare meccanismo a "pistone": le antere formano un tubo nel quale viene rilasciato il polline raccolto successivamente dai peli dallo stilo che nel frattempo si accresce e porta il polline verso l'esterno.[8]
- Riproduzione: la fecondazione avviene fondamentalmente tramite l'impollinazione dei fiori (vedi sopra).
- Dispersione: i semi cadendo a terra (dopo essere stati trasportati per alcuni metri dal vento, essendo molto minuti e leggeri – disseminazione anemocora) sono successivamente dispersi soprattutto da insetti tipo formiche (disseminazione mirmecoria).

## Distribuzione e habitat

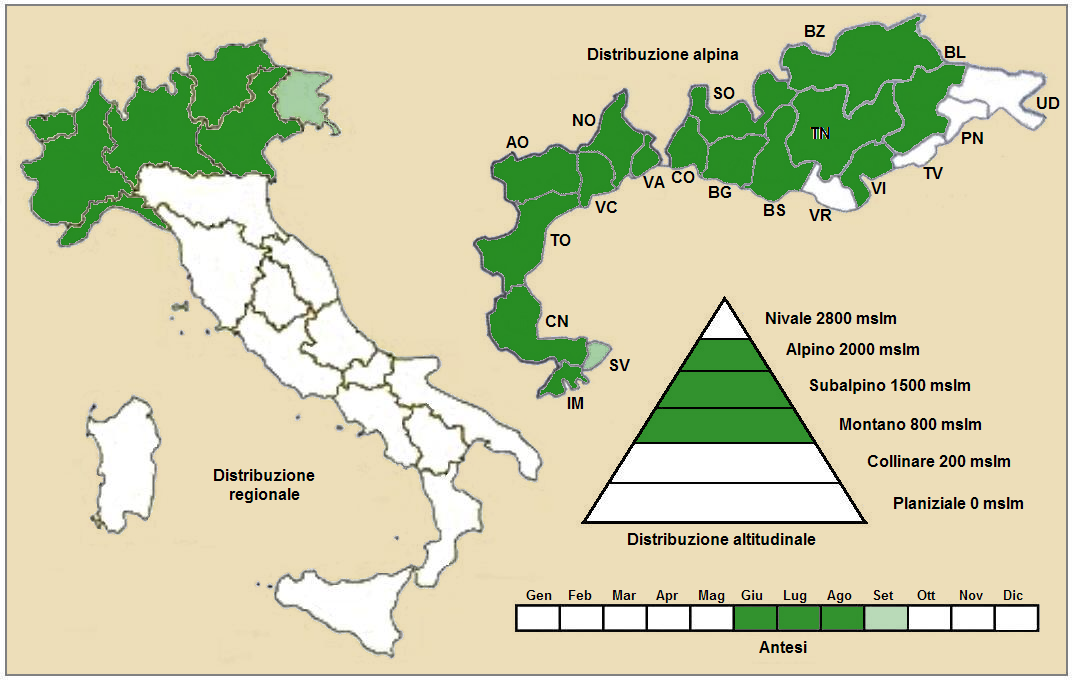
Distribuzione della pianta
(Distribuzione regionale – Distribuzione alpina)

- Geoelemento: il tipo corologico (area di origine) è Endemico - Alpico.
- Distribuzione: in Italia si trova comunemente solamente al Nord nelle Alpi. Fuori dall'Italia, sempre nelle Alpi, questa specie si trova in Francia, Svizzera e nei Länder sud-occidentali dell'Austria.[11]
- Habitat: l'habitat tipico per questa pianta sono i prati montani e subalpini, i pascoli e i cespuglieti; ma anche i margini erbacei, le lande e i popolamenti a lavanda, le pinete, i gineprai, le faggete e i carpineti. Il substrato preferito è siliceo con pH acido, bassi valori nutrizionali del terreno che deve essere mediamente umido.
- Distribuzione altitudinale: sui rilievi queste piante si possono trovare da 1300 fino a 2200 m s.l.m. (raramente da 300 a 2630 m s.l.m.); frequentano quindi i seguenti piani vegetazionali: montano, subalpino e alpino.

### Fitosociologia
Dal punto di vista fitosociologico Phyteuma betonicifolium appartiene alla seguente comunità vegetale:
Formazione: delle comunità delle praterie rase dei piani subalpino e alpino con dominanza di emicriptofite
Classe: Juncetea trifidi

## Tassonomia
La famiglia di appartenenza del Phyteuma betonicifolium (Campanulaceae) è relativamente numerosa con 89 generi per oltre 2000 specie (sul territorio italiano si contano una dozzina di generi per un totale di circa 100 specie); comprende erbacee ma anche arbusti, distribuiti in tutto il mondo, ma soprattutto nelle zone temperate. Il genere di questa voce appartiene alla sottofamiglia Campanuloideae (una delle cinque sottofamiglie nella quale è stata suddivisa la famiglia Campanulaceae) e comprende una trentina di specie 16 delle quali sono presenti sul territorio italiano. 

Il Sistema Cronquist assegna il genere Phyteuma alla famiglia delle Campanulaceae e all'ordine delle Campanulales mentre la moderna classificazione APG la colloca nell'ordine delle Asterales (stessa famiglia). Sempre in base alla classificazione APG sono cambiati anche i livelli superiori (vedi tabella all'inizio a destra).

Il numero cromosomico di Phyteuma betonicifolium è: 2n = 24.

### Sottospecie
Per questa specie sono riconosciute due sottospecie che si distinguono soprattutto dalle foglie:
- subsp. betonicifolium: la base della lamina delle foglie radicali è cuoriforme; le foglie cauline sono sessili e progressivamente più ridotte; questa sottospecie è presente ovunque in tutto l'areale.
- subsp. scaposum  (R. Schulz) Pign., 1977: la base della lamina delle foglie radicali è ottusa o acuta; le foglie cauline sono bruscamente ridotte e notevolmente più piccole di quelle basali; questa sottospecie è più rara.

### Sinonimi
Questa entità ha avuto nel tempo diverse nomenclature. L'elenco seguente indica alcuni tra i sinonimi più frequenti:
- Phyteuma betonicifolium f. alpestre Rich.Schulz
- Phyteuma betonicifolium f. glabrum  Rich.Schulz
- Phyteuma betonicifolium var. lanceolatum  Rich.Schulz
- Phyteuma betonicifolium var. pubescens  A.DC.
- Phyteuma betonicifolium f. pubescens  (A.DC.) Rich.Schulz
- Phyteuma betonicifolium f. rhaeticum  Rich.Schulz
- Phyteuma betonicifolium var. sessilifolium  A.DC.
- Phyteuma betonicifolium f. vulgare  Rich.Schulz
- Phyteuma michelii subsp. betonicifolium  (Vill.) Nyman
- Phyteuma michelii var. sessilifolium  (A.DC.) Rouy
- Phyteuma michelii var. veronicifolium  (Schrad. ex A.DC.) Nyman
- Phyteuma spicatum var. betonicifolium  (Vill.) Lapeyr.
- Phyteuma veronicifolium  Schrad. ex A.DC.

Sinonimi della sottospecie scaposum:
- Phyteuma elegans   Hegetschw.
- Phyteuma michelii subsp. scaposum   (Rich.Schulz) P.Fourn.
- Phyteuma scaposum   Rich.Schulz
- Phyteuma scaposum f. cordifolium   Rich.Schulz
- Phyteuma scaposum f. glabrum   Rich.Schulz

### Specie simili
Le seguenti specie dello stesso genere, con distribuzione alpina, possono essere confuse con quella di questa voce (sono indicati alcuni caratteri utili a distinguere una specie dall'altra):
- Phyteuma spicatum L. - Raponzolo spigato: la lamina delle foglie ha una forma ovato-cuoriforme con bordi appena dentati; la corolla è bianca, gialla o screziata di violetto; gli stigmi sono 2. Si trova su tutto l'arco alpino.
- Phyteuma ovatum Honck.  - Raponzolo ovato: la lamina delle foglie ha una forma ovato-cuoriforme con bordi profondamente seghettati; la corolla è violaceo-nerastra; gli stigmi sono 2. Si trova su tutto l'arco alpino.
- Phyteuma persicifolium Hoppe - Raponzolo di Zahlbruckner: la lamina delle foglie ha una forma lanceolato-lineare con base tronca; le foglie basali formano una rosetta; la superficie delle foglie è glabra; gli stigmi sono 2/3. Si trova nelle Alpi Orientali.
- Phyteuma betonicifolium Vill. - Raponzolo con foglie di betonica: la lamina delle foglie ha una forma lanceolato-lineare con base cuoriforme; le foglie basali formano una rosetta; la superficie delle foglie è pubescente; gli stigmi sono 2. Si trova su tutto l'arco alpino.
- Phyteuma scorzonerifolium Vill. - Raponzolo a foglie di scorzonera: la lamina delle foglie ha una forma lanceolato-lineare; le foglie basali non formano una rosetta; la superficie delle foglie è glabra; l'infiorescenza è una spiga cilindrica; gli stigmi sono 2. Si trova nelle Alpi Occidentali.
- Phyteuma michelii All. - Raponzolo di Micheli: la lamina delle foglie ha una forma lanceolato-lineare; le foglie basali non formano una rosetta; la superficie delle foglie è cigliata; l'infiorescenza è una spiga ovoide; gli stigmi sono 2. Si trova nelle Alpi Occidentali.

## Altre notizie
Il raponzolo con foglie di betonica in altre lingue è chiamato nei seguenti modi:
- (DE)  Betonienblättrige Rapunzel
- (FR)  Raiponce à feuilles de bétoine